# Classic Grand Cru
Classic Grand Cru, född 24 maj 2003 i Tyskland, är en tysk varmblodig travhäst. Han tränades och kördes av Steen Juul i Danmark. I ett par av karriärens starter kördes han av Björn Goop.
Classic Grand Cru tävlade åren 2005–2015 och sprang in 6,7 danska kronor på 155 starter varav 41 segrar, 34 andraplatser och 31 tredjeplatser. Han tog karriärens största segrar i Rex Rodneys Ärespris (2008) och Klosterskogen Grand Prix (2010, 2011, 2013). Han kom även på andraplats i Copenhagen Cup (2012) samt på tredjeplats i Oslo Grand Prix (2011).
Han deltog i 2012 års upplaga av Elitloppet på Solvalla och slutade där på tredjeplats i finalen, körd av Björn Goop.